# أل بيرت
أل بيرت (بالإنجليزية: Al Burt)‏ هو كاتب أمريكي، ولد في 11 سبتمبر 1927، وتوفي في 29 نوفمبر 2008 في جاكسونفيل في الولايات المتحدة.